# Kajetan Olędzki
Kajetan Olędzki herbu Rawicz – sekretarz generalny konfederacji województwa czernihowskiego w konfederacji barskiej.
Syn kasztelana chełmskiego Andrzeja. 